# Odete
Odete (Internationaler Titel: Two Drifters) ist ein Film des portugiesischen Regisseurs João Pedro Rodrigues aus dem Jahr 2005.

## Handlung
Der ambitionierte Student Pedro und der in einem Nachtclub der Homosexuellenszene arbeitende Rui sind seit einem Jahr ein inniges Liebespaar. Sie feiern ihr Jubiläum, doch als sie sich am Ende des Abends trennen, erleidet Pedro einen tödlichen Autounfall. Rui fällt danach in eine apathische Trauer.
Die junge, attraktive Odete arbeitet als Rollschuhbotin in einem Groß-Supermarkt und wünscht sich ein Kind von ihrem Freund. Da dieser kein Kind möchte, wirft sie ihn kurzerhand aus der Wohnung.
Der verunglückte Pedro war Odetes Nachbar im Mietshaus, und sie behauptet nun, von Pedro schwanger zu sein. Sie trauert tief um Pedro, verliert ihre Anstellung und verbringt täglich viel Zeit am Grab Pedros. Sie gerät dabei in Konflikt mit Rui, mit dem sich anschließend eine Schicksalsgemeinschaft in der Trauer um Pedro andeutet.

## Rezeption
Die Kritik lobte die genau gezeichneten Charaktere und die beeindruckenden Bilder. Der popkulturelle Film erzeugt mit seinen absurd anmutenden Szenen und seinen ergreifenden Gefühlswelten eine fesselnde Atmosphäre. Die Schauspielleistungen der beiden Hauptdarsteller wurden ebenso gelobt, auch wenn die Figur Odetes gelegentlich als übertrieben verwirrend und in der Folge als unverständlich empfunden wurde.
Der Film lief auf zahlreichen Filmfestivals, darunter bei den Filmfestspielen Cannes 2005, wo er eine besondere Erwähnung erhielt. Er wurde mehrfach ausgezeichnet, darunter beim EntreVue-Filmfestival in Belfort, beim Festival von Bogotá, und den Caminhos do Cinema Português in Coimbra. Auch beim Milan International Lesbian and Gay Film Festival in Mailand wurde er als bester Film ausgezeichnet.
Der Film erschien auf DVD in verschiedenen Ländern und Sprachen, als Two Drifters im englischsprachigen Raum, und unter seinem Originaltitel u. a. in Italien und Frankreich. 2006 kam der Film in Portugal bei Lusomundo als DVD in den Handel.